# Acrosomoides
Acrosomoides Simon, 1887 è un genere di ragni appartenente alla famiglia Araneidae.

## Etimologia
Il nome deriva dal greco ᾶκρος, àcros, cioè alto, sommo, e σὼμα, sòma, cioè corpo, e οἶδα, òida, cioè che è simile, che somiglia.

## Distribuzione
Le tre specie oggi note di questo genere sono state reperite in Africa: la specie dall'areale più vasto è la A. linnaei, rinvenuta in varie località dell'Africa occidentale, centrale e orientale.

## Tassonomia
Rimosso dalla sinonimia con Gasteracantha Sundevall, 1833 a seguito di un lavoro di Benoit (1962a).
Dal 1982 non sono stati esaminati esemplari di questo genere.
A maggio 2014, si compone di 3 specie:
- Acrosomoides acrosomoides (O. P.-Cambridge, 1879) - Madagascar
- Acrosomoides linnaei (Walckenaer, 1842)[2] - Africa occidentale, centrale e orientale
- Acrosomoides tetraedrus (Walckenaer, 1842) - Camerun, Congo